# Tettonica

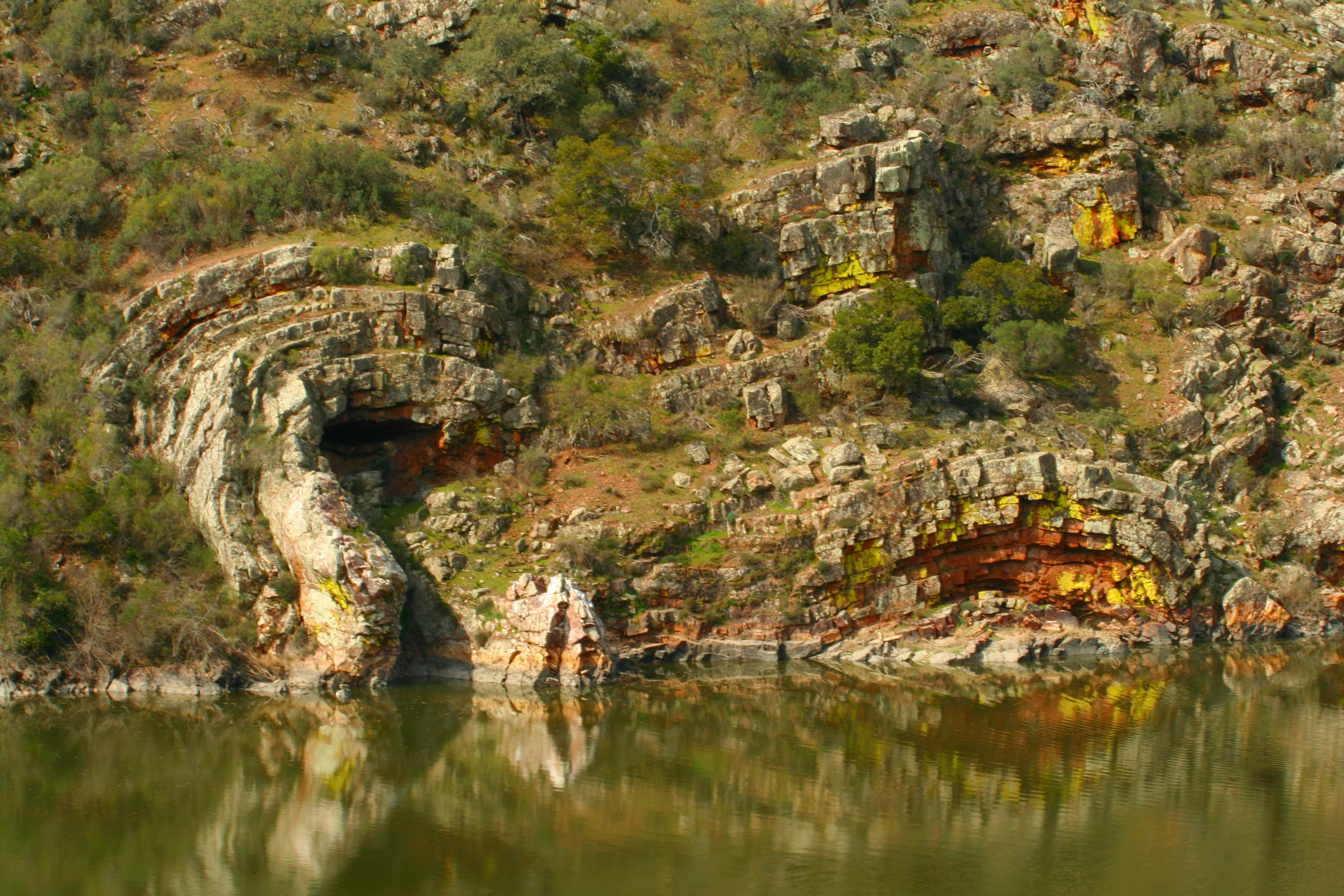
Deformazione di origine tettonica di strati rocciosi nel Parco nazionale di Monfragüe

La tettonica è il ramo della geologia che studia la struttura e le proprietà della crosta terrestre, nonché la sua evoluzione nel tempo.

## Fenomeni studiati
In particolare la tettonica descrive, cercando di trovarne le cause, fenomeni come l'orogenesi, la crescita e il rafforzamento dei corpi rocciosi e dei cosiddetti cratoni e il modo in cui le placche che compongono lo strato esterno della Terra interagiscono tra loro. 
La tettonica fornisce anche un quadro di riferimento per comprendere i terremoti e le eruzioni dei vulcani, che incidono su gran parte della popolazione mondiale. Gli studi tettonici sono importanti, infine, anche per comprendere i modelli di erosione in geomorfologia e per essere attuate come guide per la geologia economica, che riguarda la ricerca dei metalli preziosi e del petrolio.
La maggioranza delle deformazioni a cui sono sottoposti i corpi rocciosi è dovuta all'orogenesi, che è la formazione delle montagne. A questo fenomeno fanno riferimento pieghe, faglie, falde e sovrascorrimenti la cui formazione è legata a diversi fattori come la pressione litostatica, la temperatura, la presenza di fluidi e altre caratteristiche riguardanti il comportamento meccanico delle rocce stesse.